# 다마미즈역
다마미즈역(일본어: 玉水駅, たまみずえき)은 일본 교토부 쓰즈키군 이데 정에 있는 서일본 여객철도의 철도역이다.

## 역 구조
상대식 승강장으로, 2면 2선 형태의 지상역이다. 우지 역 관할권에 있고, 새벽과 심야 때에는 역무원이 없는 무인역이 되며, 나머지 시간대의 역 업무는 JR 서일본 교통 서비스가 대신 하고 있다. 이코카 및 제휴 교통카드의 사용이 가능하다.
1984년 역 구내에 일본국유철도의 전철화 구간 9,000km 돌파 기념비가 세워졌다.

### 승강장
| 1 | ■ 나라 선 | 상행 | 우지 · 교토 방면 |
| 1 | ■ 나라 선 | 하행 | 기즈 · 나라 방면 |
| 2 | ■ 나라 선 | 하행 | 기즈 · 나라 방면 |

## 역세권 정보
- 긴테쓰 교토 선 미야마키 역·서일본 여객철도 가타마치 선 JR 미야마키 역 - 역에서 서쪽으로 2km 거리에 있으며, 기즈 강을 건너야 한다.

## 역사
- 1896년 3월 13일 - 나라 철도 다마미즈 역 ~ 기즈 역 구간 개통에 따라 개업하였다.
- 1905년 2월 7일 - 회사 합병에 따라 간사이 철도의 소속이 되었다.
- 1907년 10월 1일 - 국유화에 따라 일본국유철도의 소속이 되었다.
- 1909년 10월 12일 - 메이지 정부의 철도 선로 명칭 제정에 따라 나라 선의 일부가 되었다.
- 1987년 4월 1일 - 민영화에 따라 서일본 여객철도의 소속이 되었다.
- 2003년 11월 1일 - 이코카의 사용이 개시되었다.

## 인접역
| 서일본 여객철도        | 서일본 여객철도              | 서일본 여객철도    |
| ---------------------- | ---------------------------- | ------------------ |
| 조요 교토 방면         | ■ 나라 선 미야코지 쾌속·쾌속 | 기즈 나라 방면     |
| 야마시로타가 교토 방면 | ■ 나라 선 구간쾌속·보통      | 다나쿠라 나라 방면 |